# 卡桑德拉 (希腊)
卡桑德拉（希臘語：Κασσάνδρα）是希腊中马其顿大区哈尔基季基专区的市镇，行政中心为卡桑德里亚镇。市镇面积为334.3平方公里，2021年人口数量为16,861人。
现今范围的市镇设立于2011年地方政府改革中，由原两个市镇合并而成，原市镇则成为此市镇的两个市区。卡桑德拉市区（即原卡桑德拉市镇）的面积为206.097平方公里，2021年人口数量为10,526人。